# 間引き (漫画)
「間引き」（まびき）は、藤子・F・不二雄（発表時は藤子不二雄名義）による日本の読み切り漫画作品。1974年（昭和49年）に『ビッグコミック』（小学館）9月10日号に掲載された。

## あらすじ
世界的な人口増大による食糧不足が起こり、日本ではついに配給制度が復活した。人々は空腹と戦いながら増え続ける人口の中で日々を生きていた。主人公はそんな時代を生きるコインロッカーの管理人であった。
近頃は子供をコインロッカーに捨てる親や、大した理由も無い殺人事件が増え、管理人は死体を見るのもなれっこになっていた。そんな時に新聞社より記者が訪れる。彼は人殺しが起こるのは人類の「間引き」ではないかというひとつの仮説を立てた。自然界に生きる動物は全個体数に上限を持ち、本来であれば食物連鎖などによって総数が調整されている。それから外れた種は絶滅する。しかし人間は疫病や戦争で総数を調整されていたのが、発達した医療や生命尊重の思想などが現れるにつれ人口をどんどん増加させた。記者は人類の総数を調整しようとする「摂理」あるいは「大宇宙の意思」が、「愛情」という種の存続のための機能を取り払い、人類の「間引き」を行っているのだと語る。そして人殺しはその氷山の一角に過ぎず、これからますます「間引き」が激しくなるだろうと言う。当初は笑い飛ばしていた管理人だが、母性愛を完全に失って子供を捨てようとした学生の姿からその話に説得力を抱く。
記者が帰って、ひとり心に重いものを抱えたまま誰もいないコインロッカーにたたずんでいると、妻が夜食を持ってやってきた。管理人が感激しながら夜食を口にしたその時、総人口が45億人を超えた事を告げるサイレンが響き渡った。それと同時に、管理人は息絶える。妻はひそかに夫を「カロリー保険」へ加入させた上で、自分が受け取れるように夜食へ青酸カリを仕込んでいた。「愛情」を失い、夫を「間引き」した妻は、コインロッカーへその死体を遺棄するのだった。
これにより、総人口は45億人から1人減った。しかし次の瞬間には、そんな事など何の意味も成さないかのように、人口は1人また1人と増えていた。

## 登場人物
主人公
名前は不明。コインロッカー案内所の管理人を務める老人。人の死に見慣れてしまい、そういったものに何の感慨も湧かなくなっている。
妻
主人公の妻。情の深い女性だったが、近頃急に冷たくなった。
木地角三（きじ かくぞう）
朝目新聞社週刊朝目編集部所属の記者。コインロッカーに赤ん坊が捨てられる決定的瞬間を撮影しに来た。彼はこのような行動に対してある仮説を立てた。
柔道を嗜んでおり、子供を捨てた男を威嚇した。
学生服の男女
男がオトリとなってコインロッカーに人形を捨て、捕まっている間に本物の子供を捨てようとした。手口を知っていた主人公に見破られ、「自分のものを自分が捨ててなにが悪いのさ!」とわめきながら警察に連行された。
「カロリー保険」の外交員
現金の代わりに配給食料を遺族が受け取れる「カロリー保険」を主人公に勧誘する。

## 考察
この作品の書かれた1970年代は、親がコインロッカーに赤ん坊を捨てるという事件（コインロッカーベイビー）が相次ぎ、社会問題となっていた時期である。
作中に出てくる「近頃は理由にもならないことで殺人が起こる」という台詞には妙なリアリティが感じられ、本作品はこのような一般的な社会現象をまとめ、これらが起こるのは社会全体の流れではないかと言う観点を開拓している。例えば、コインロッカーの事件は親の子への愛情の喪失で、増大する殺人は生命の尊重という道徳観の喪失が起こっていると言える。それに関して登場人物の1人は、これらが喪失した原因は、増大を続ける人口を調節する自然の摂理ではないかという哲学的な仮説を立てており、その例をレミングなどで例えている。

## 朗読
『“耳で楽しむ”藤子・F・不二雄の世界』の番組タイトルで2013年8月9日にNHKラジオ第1放送にて放送。SF短編『カンビュセスの籤』と合わせて朗読劇化された。

### スタッフ・出演
- 脚色 - 福田卓郎
- 音楽・演奏 - 西村由紀江
- 朗読 - 石田太郎、松田洋治、中條誠子
- トーク - 瀬名秀明
- コメント - 宇多丸、とり・みき